# Cephalocyclus lagoi
Cephalocyclus lagoi är en skalbaggsart som beskrevs av Dellacasa, Dellacasa och Gordon 2007. Cephalocyclus lagoi ingår i släktet Cephalocyclus och familjen Aphodiidae. Inga underarter finns listade.